# 劉惠鳴
劉惠鳴（英語：Lau Wai Ming Woo），昵称阿嗚，香港粵劇演员，飾演文武生。她在寶血小學以及庇理羅士女子中學畢業，到八和粵劇學院及韻文粵劇學苑學習粵劇。開山導師乃曾玉女師傅。 除了參與粵劇的演出外，還擔當粵劇藝術行政、導師、編劇和推廣的工作。

## 曾獲獎項
- 2018年香港藝術發展局頒發 【藝術教育獎(非學校組)-優異表現獎】[2]
- 2003年香港藝術發展局頒發【藝術新進獎】[3]
- 電視台主辦全港粵曲比賽粵劇組冠軍
- 中學全校舞蹈比賽冠軍
- 中國少兒戲曲小梅花–榮譽獎章

## 簡歷

### 職務
- 香港藝術發展局- 委員[4][5]
- 香港藝術發展局- 戲曲組主席、藝術行政組副主席[6]
- 香港八和會館- 理事[7]
- 香港粵劇演員會 - 理事長[8][9]
- 八和粵劇學院- 委員[10]
- 香港粵劇發展基金 - 審批[11]
- 揚鳴粵劇團總監 [12][13]
- 揚鳴兒童粵劇團團長
- 加拿大電台華橋之聲粵劇節目 - 越洋嘉賓主持

### 曾任公職
- 香港藝術發展局- 委員(2014-2016)[14]
- 粵劇發展諮詢委員會 - 委員(2010-2017)
- 香港粵劇演員會 - 副理事長 (2010-2013)
- 香港藝術發展局- 戲曲藝術評審 (2010-2014)

## 外部連結
- 官方專頁 - 劉惠鳴
- 劉惠鳴 Weibo （页面存档备份，存于）